# Кјодо (Виченца)
Кјодо је насеље у Италији у округу Виченца, региону Венето.
Према процени из 2011. у насељу је живело 54 становника. Насеље се налази на надморској висини од 59 м.